# Heinrich Nebenzahl
Heinrich Nebenzahl, gebürtig Chaskel Moses Nebenzahl, (* 6. Oktober 1870 in Krakau; † 6. Juli 1938 in Le Vésinet bei Paris) war ein österreichischstämmiger, deutsch-US-amerikanischer Kaufmann und Filmproduzent beim deutschen Film.

## Leben
Heinrich Nebenzahl entstammte einer kinderreichen jüdischen Familie, die in einem Vorort von Krakau (damals Österreich-Ungarn) lebte. 1888 oder Anfang 1889 kam er in die USA, wo er 1894 eingebürgert wurde. Schon frühzeitig versuchte sich Nebenzahl als Kaufmann im Handel mit den unterschiedlichsten Gütern. Im Februar 1905 übersiedelte er gemeinsam mit seinen 1897 und 1902 geborenen Kindern Seymour und Ruth nach Deutschland. Dort betätigte er sich in den letzten Jahren vor dem Ersten Weltkrieg in Berlin mit dem Eier- und Butterhandel. Beliefert wurde Nebenzahl mit diesen Waren von seinem im russischen Woronesch ansässigen Bruder Ferdinand. Zwischenzeitlich wurde 1906 mit Sohn Leon ein drittes Kind Heinrich Nebenzahls geboren.
Als nach dem Ausbruch des Krieges die Eierlieferungen ausblieben, stellte Heinrich Nebenzahl, der zwischenzeitlich die deutsche Staatsbürgerschaft angenommen hatte, rasch auf die Produktion von Filmen um und wurde im August 1918 Geschäftsführer des neu gegründeten Unternehmens Naturfilm Friedrich Müller GmbH, das als Regisseur den populären Sensationsdarsteller Harry Piel gewinnen konnte. In wechselnden, teils gemeinsamen Unternehmen führte Nebenzahl die Zusammenarbeit mit Harry Piel bis 1927 fort; rund zwanzig Filme gingen aus dieser Zusammenarbeit hervor.
Heinrich Nebenzahls bedeutendste Unternehmensgründung war 1927 die Nero-Film AG. Sie entwickelte sich ab 1928 unter der Leitung seines Sohnes Seymour Nebenzahl zur künstlerisch ambitioniertesten Filmproduktionsgesellschaft Deutschlands. 1929 entstand mit Heinrich Nebenzahls Unterstützung der dokumentarische Spielfilm Menschen am Sonntag, dessen Regisseur Robert Siodmak ein Neffe Heinrich Nebenzahls war.
1933 flohen Heinrich und Seymour Nebenzahl vor den Nationalsozialisten nach Frankreich. Heinrich Nebenzahl war mit der aus Ungarn stammenden Amerikanerin Gussie Lustig verheiratet.

## Filmografie (Auswahl)
- 1918: Im Hundert-Kilometer-Tempo
- 1918: Prozess Worth
- 1919: Aus tausend Metern Höhe
- 1920: Das fliegende Auto
- 1921: Der Reiter ohne Kopf
- 1922: Das schwarze Kuvert
- 1926: Die Welt will belogen sein
- 1926: Dürfen wir schweigen?
- 1926: Was ist los im Zirkus Beely?
- 1927: Sein größter Bluff
- 1929: Flucht in die Fremdenlegion
- 1929: Stud. chem. Helene Willfüer